# Dane (Loška dolina, Slovenija)
Dane je naselje u slovenskoj Općini Loškoj dolini. Dane se nalazi u pokrajini Notranjskoj i statističkoj regiji Notranjsko-kraškoj. 

## Stanovništvo
Prema popisu stanovništva iz 2002. godine naselje je imalo 111 stanovnika.